# Coridorul Ialomiței (sit SCI)
Coridorul Ialomiței este o arie protejată (sit de importanță comunitară — SCI) din România, desemnată în scopul protejării biodiversității și menținerii într-o stare de conservare favorabilă a florei spontane și faunei sălbatice, precum și a habitatelor naturale de interes comunitar aflate în arealul zonei de protecție. Aceasta se întinde pe o suprafață de 27.109,2 ha, integral pe uscat.

## Localizare
Situl se întinde pe teritoriile administrative ale județelor Ialomița (Adâncata, Albești, Alexeni, Andrășești, Axintele, Țăndărei, Balaciu, Bărbulești, Bărcănești, Borănești, Bucu, Buești, Căzănești, Ciochina, Ciulnița, Cosâmbești, Coșereni, Dridu, Fierbinți-Târg, Giurgeni, Ion Roată, Maia, Manasia, Mărculești, Mihail Kogălniceanu, Moldoveni, Munteni-Buzău, Ograda, Perieți, Platonești, Rădulești, Sălcioara, Sărățeni, Săveni, Sfântu Gheorghe, Slobozia, Sudiți, Urziceni, Vlădeni) și Prahova (Balta Doamnei, Berceni, Brazi, Ciorani, Cocorăștii Colț, Drăgănești, Dumbrava, Gherghița, Gorgota, Șirna, Olari, Puchenii Mari, Râfov, Târgșoru Vechi, Tinosu, Valea Călugărească). Centrul sitului Coridorul Ialomiței este situat la coordonatele 44°36′08″N 26°52′59″E / 44.602303°N 26.883194°E.

## Înființare
Situl Coridorul Ialomiței a fost declarat sit de importanță comunitară (ROSCI0290) în septembrie 2011 pentru a proteja 6 specii de animale.

## Biodiversitate
Situată în ecoregiunile continentală și de stepă, aria protejată conține 8 habitate naturale: Cursuri de apă de la nivel de câmpie la nivel montan, cu vegetație Ranunculion fluitantis și Callitricho-Batrachion, Râuri cu maluri nămoloase cu vegetație de Chenopodion rubri p.p. și Bidention p.p., Păduri mixte riverane de Quercus robur, Ulmus laevis și Ulmus minor, Fraxinus excelsior sau Fraxinus angustifolia, de-a lungul marilor râuri (Ulmenion minoris), Păduri stepice euro-siberiene cu Quercus spp., Păduri de stejar și de carpen dacice, Galerii de Salix alba și de Populus alba, Tufișuri caducifoliate ponto-sarmatice, Liziere de ierburi înalte hidrofile de câmpie și de nivel montan până la alpin.
La baza desemnării sitului se află mai multe specii protejate:
- amfibieni (2): buhai de baltă cu burtă roșie (Bombina bombina), triton cu creastă (Triturus cristatus)
- mamifere (3): castor (Castor fiber), vidră de râu (Lutra lutra), popândău (Spermophilus citellus)
- reptile (1): țestoasa de baltă (Emys orbicularis)